# Khosrov III d'Arménie
Khosrov III d'Arménie (en arménien Խոսրով Բ) le Petit, Godag ou Kotak est un roi arsacide d'Arménie, ayant régné de 330 à 339. Fils de Tiridate IV d'Arménie, il lui succède en 330. La même année, il fonde la ville de Dvin, une des capitales historiques de l'Arménie.
Au cours de son règne se développe au sein de la population un sentiment pro-sassanide, anti-Mamikonian et anti-romain. Le catholicos Aristakès Ier Parthev, fils de saint Grégoire Ier l'Illuminateur, est ainsi assassiné. Le roi perse sassanide Chapour II en tire avantage pour envahir l'Arménie et lui prendre quelques territoires. Le général Vatché Mamikonian est tué dans les combats ; il est ultérieurement canonisé par l'Église apostolique arménienne.  

## Famille
D'une épouse inconnue Khosrov III laisse trois enfants :
- Tigrane VII roi d'Arménie ;
- Varazdoukht, épouse de Pap, fils aîné de Houssik Ier Parthev ;
- Bambischen, épouse d'Athanaginès, le second fils de Houssik Ier Parthev ;

Mais Cyrille Toumanoff identifie Tigrane VII et son fils Arsace II d'Arménie comme un même roi et ajoute les frères d'Arsace II  comme enfants de Khosrov III :
- Artaxias, mort en 338 ;
- Tiridate, tué sur l'ordre de l'empereur Constance II ;
- Anop, père du futur roi Varazdat ;
- et peut-être Arshanoysch, mariée à Spandarat, prince Kamsarakan.